# Puerto Santander (Amazonas)
Pour les articles homonymes, voir Puerto Santander.
Puerto Santander est un corregimiento départemental de Colombie, situé dans le département d'Amazonas.

## Démographie
Selon les données récoltées par le DANE lors du recensement de la population colombienne en 2005, Puerto Santander compte une population de 565 habitants.